# Laurentide (bière)
Pour les articles homonymes, voir Laurentides.

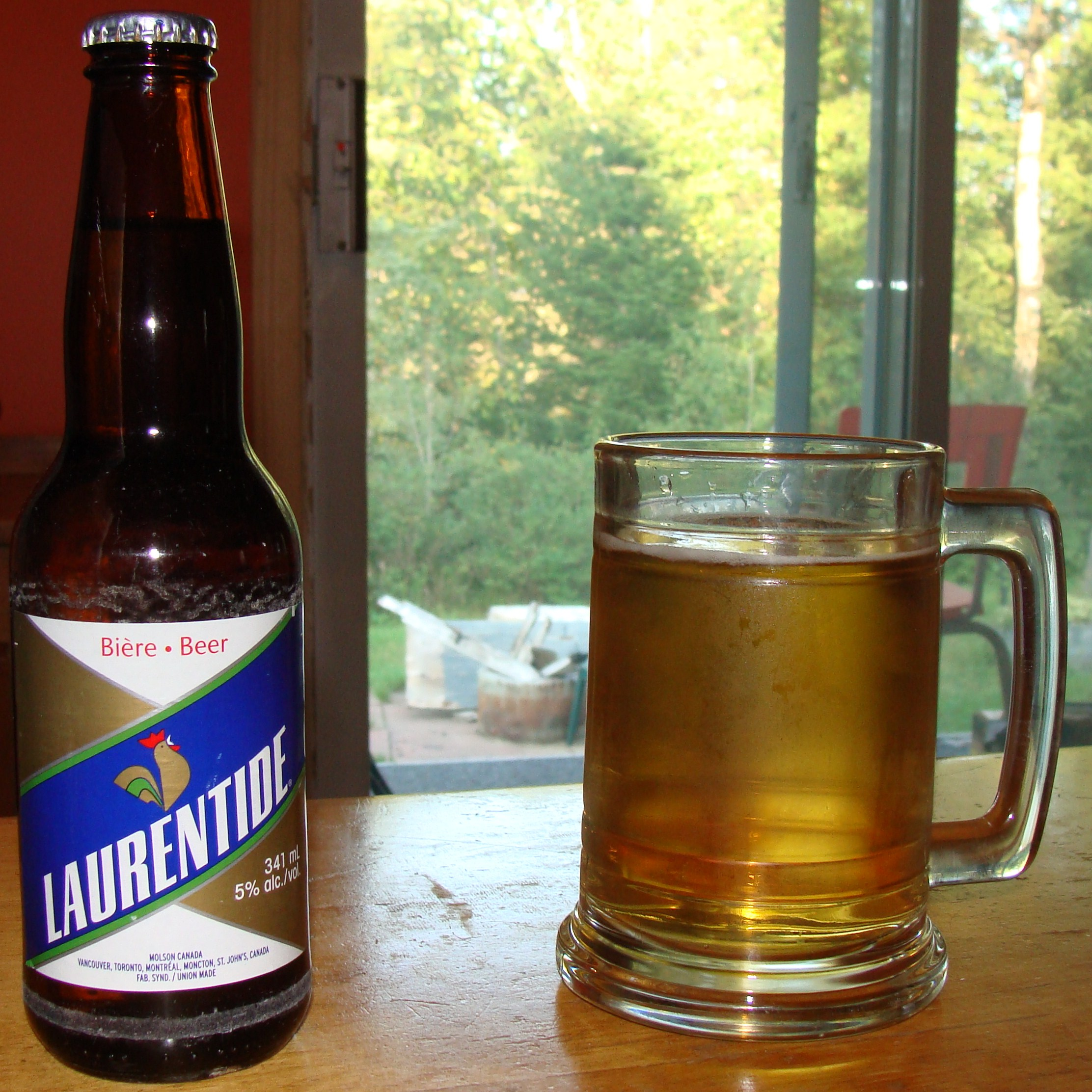
Bière Laurentide.

La Laurentide est une bière blonde québécoise de type Ale.

## Caractéristiques
Elle est brassée par la compagnie Molson et contient 5 % d'alcool. Elle est surtout vendue au Québec.
Durant une bonne partie des années 2000, elle est vendue en caisse de 28 bouteilles, se distinguant ainsi des formats habituels de 6, 12 ou 24 bouteilles.

## Communication
En juillet 2007, le journaliste Patrick Lagacé a affirmé, sur son blogue, que l'une des publicités de cette bière, diffusée à la télévision en 1986, est « la pub la plus kitsch, la plus moche, la plus mal jouée de toute l’histoire des pubs de bière ».